# Vesela šola
Vesela šola je osnovnošolsko tekmovanje za učence od 4. do 9. razreda, ki ga vsako šolsko leto priredi založba Mladinska knjiga. Tekmovanje je dvostopenjsko: šolsko tekmovanje za bronasto priznanje ter državno tekmovanje za srebrno priznanje in zlato priznanje.
V zlatih časih je bilo v Veselo šolo vpisanih tudi 92.000 šolarjev. Pomerili so se na tekmovanju v več stopnjah - razrednem, šolskem, občinskem in regionalnem tekmovanju, vrhunec pa je bilo vsakoletno republiško oziroma državno tekmovanje. 17 let zapored so vsako prvo nedeljo v juniju brezplačno dobili veliko dvorano Cankarjevega doma in tja se je zgrnilo 1500 ljudi.
Idejni pobudnik zanjo je bil pisatelj in založnik Ivan Bizjak (1926-2018). S pedagoškimi snujejo vsebino, ki se navezuje na učno snov v šolah, material za tekmovalne vprašalnike pa so nato črpajo iz objavljenih člankov. Vsako šolsko leto v prilogah revije Pil (v določenem obdobju tudi Pil Plus) izdajo 10 tematskih prilog. Priloga je začela izhajati leta 1968.
Tekmovanje je potekalo v treh stopnjah: 
- tekmovanje za bronasto priznanje ( šolsko tekmovanje- 1. stopnja)
- tekmovanje za srebrno priznanje (šolsko tekmovanje- 2.  stopnja)
- tekmovanje za zlato priznanje (šolsko tekmovanje-3. stopnja)

Učenci so se na tekmovanje pripravljali iz posebnih prilog, v katerih so bile predstavljene različne teme. Tudi znotraj Vesele šole so bile posebne rubrike, kot so:  
- Jaz ljubim slovenščino
- Matematične zanke
- Še malo angleščine
- Pokaži, kaj znaš
- Raziskovalec

Tekmovalo se je z vprašalniki, ki jih na osnovi vseh veselošolskih tem tekočega šolskega leta pripravilo uredništvo Vesele šole Pila in Plusa v sodelovanju z zunanjimi strokovnimi sodelavci. Težavnost nalog je bila prilagojena razredni stopnji in nivoju tekmovanja.
Na vsaki stopnji tekmovanja so zmagovalci prejeli diplomo Vesele šole Pila (v času izhajanja tudi Pila Plus oz. Plusa), državni prvaki pa tudi knjižne nagrade in priložnostne nagrade pokroviteljev.
Vesela šola se je s prenovo revije leta 2000 razdelila na več vej:
- Pilova Vesela šola, za učence tretjega do petega razreda osemletke oz. četrtega do šestega razreda devetletke
- Vesela šola Pila Plus, namenjena učencev od šestega do osmega razreda osemletke oz. sedmega do devetega razreda devetletke.

S šolskim letom 2008/09 so Veselo šolo za dve leti ukinili, od 2011 ponovno živi. Zlata priznanja državnega prvaka Vesele šole štejejo za Zoisovo štipendijo.